# 庄园

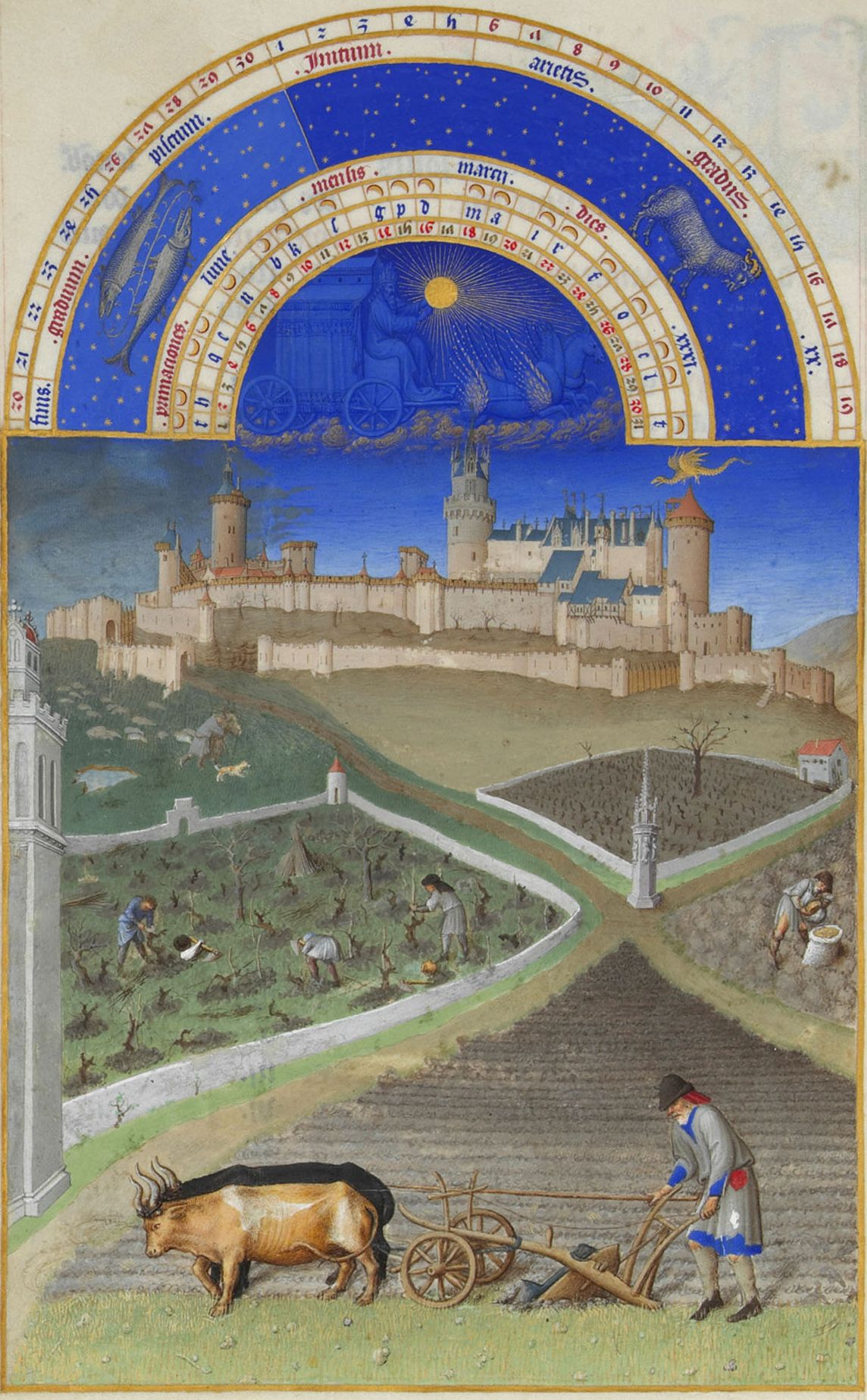
法國的莊園

莊園指大的農場，魏晉南北朝到唐宋時的中國、古代日本及中古歐洲的大農場都稱作莊園。在中世紀的西歐莊園（manor）發展成自給自足的農村經濟共同體。

## 漢地
「莊園經濟」是於魏晉南北朝時期出現，當時指代了地主持有著農業生產單位。在這段時期高門大族無論在政治上、經濟上都擁有特權，不少皇室、貴族、大官、富豪等就借勢佔據民田成為自有資產；另外由於宗教在這段時期發展鼎盛，而深受君主喜愛，政權為開闢財源亦准許寺院在民間佔地為其財產。許多農民因而無法自有土地，而必須到莊園做工謀生。
唐宋時期，面積不太小、互相毗連的一片私有土地，有時稱莊園。為了強調土地私有，莊園會冠以主人之姓，如李家莊張家莊之類，或起個別緻名字，帶有自我炫耀的意味。
唐末及北宋「莊園」十分盛行，大半是地主自己經營的農場。莊園經營方式不一，有奴僮、有雇農、有佃農。到宋代，使用奴隸的農場愈來愈少，使用僱工耕種漸漸增加。從北宋末年開始，以雇工經營的大農場也愈來愈少，地主逐漸將土地出租給佃農。
唐朝中葉，官僚地主侵夺田地，均田制废止，地主庄园经济便日益发展起来，如田庄、庄田、庄宅、庄院、山庄，岭南节度使韦宙的“江陸别业”积攒谷物七千堆、宋之问的“兰田山庄”、王维的“辋口庄”等都是有名的大庄园，江南军使苏建雄，“有别墅，在昆陵，恒使傔人李诚来往检视”。早在唐高宗时，王方翼就已經“辟田数十顷，修饰馆宇，列植竹木”。唐玄宗诏稱：“王公百官及富豪之家比置庄田，恣行吞并”。安史之乱后，均田制既坏，庄园经济更加发达，陆贽指出：“今制度弛紊，疆理隳坏，恣人相吞，无复畔限，富者兼地数万亩，贫者无容足之居”。
唐代的僧侶也都有大量土地，宜春郡的齐觉寺，“其寺常住庄田，孳畜甚多”。又如少林寺有柏谷庄，占地40顷。

## 藏區
吐蕃滅亡后，各地教派割据，政教合一，出现很多庄园。

## 日本
庄园（日语：／ Shōen ?）在古代日本是指由貴族、大寺院、神社所占有，具有經濟效益的領地。莊園制度的出現，在政治上削弱了天皇和朝廷的中央集權。在經濟上促進了古代日本各地區的發展。

## 歐洲

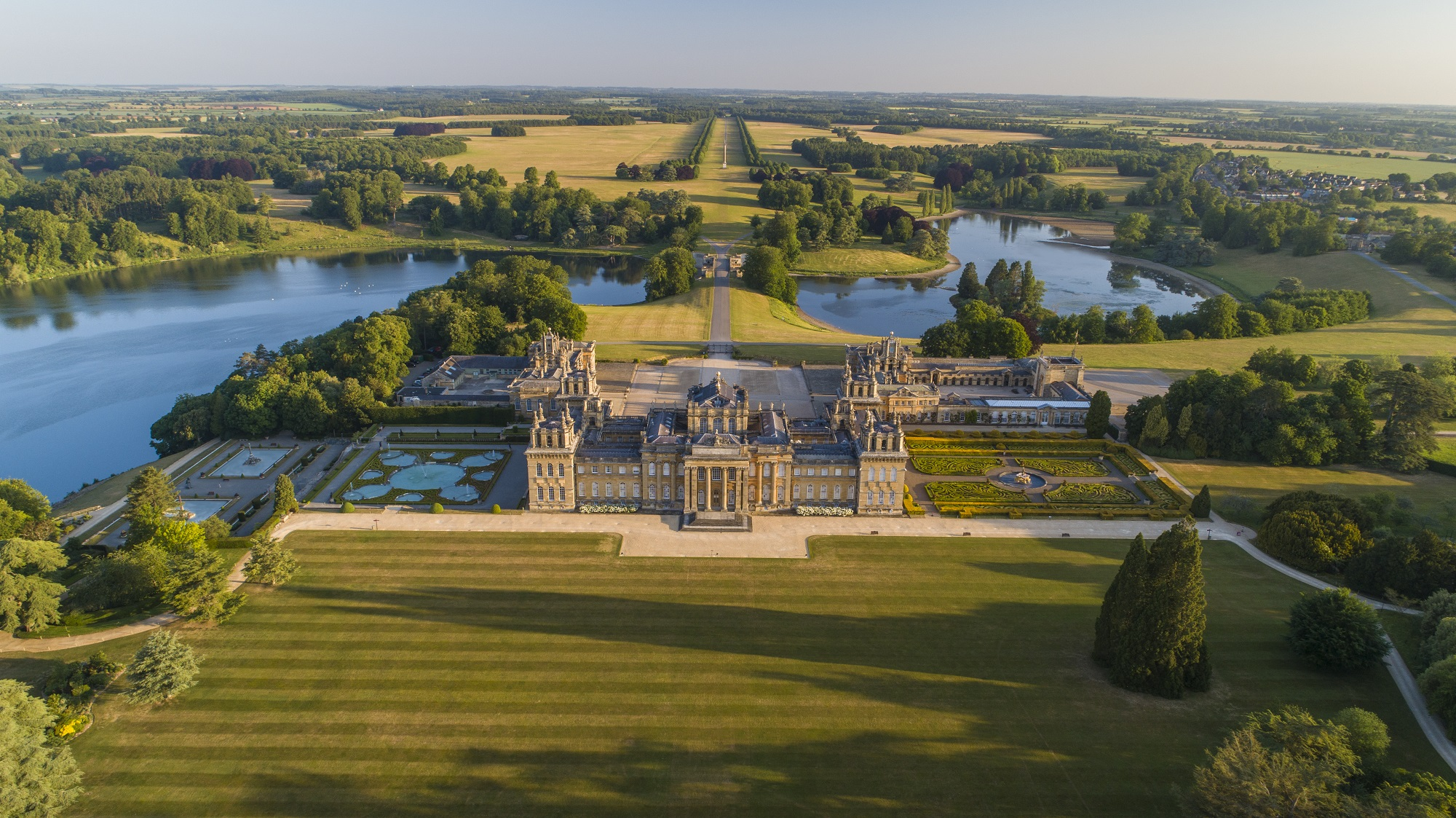
英國邱吉爾莊園

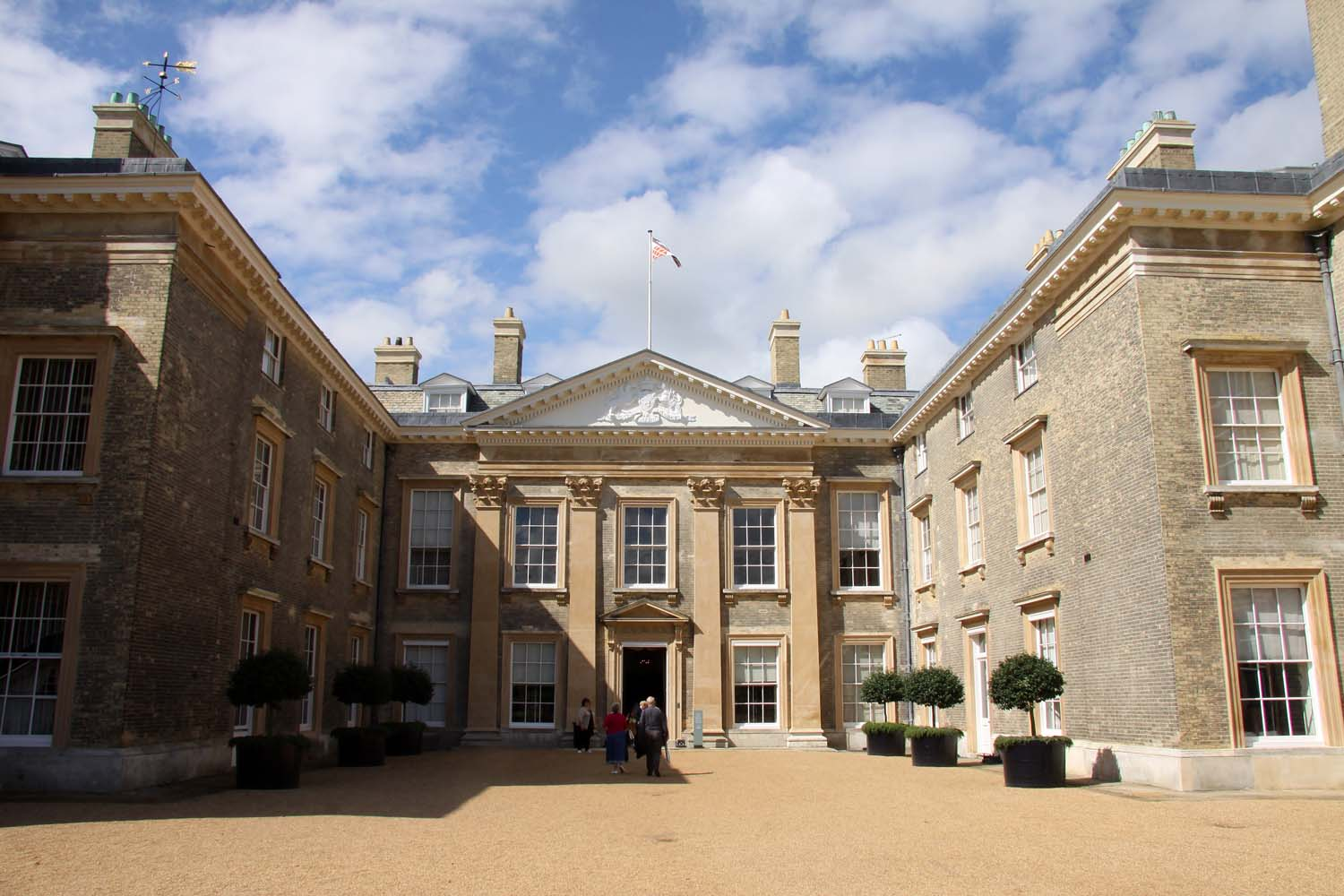
英國奧爾索普莊園

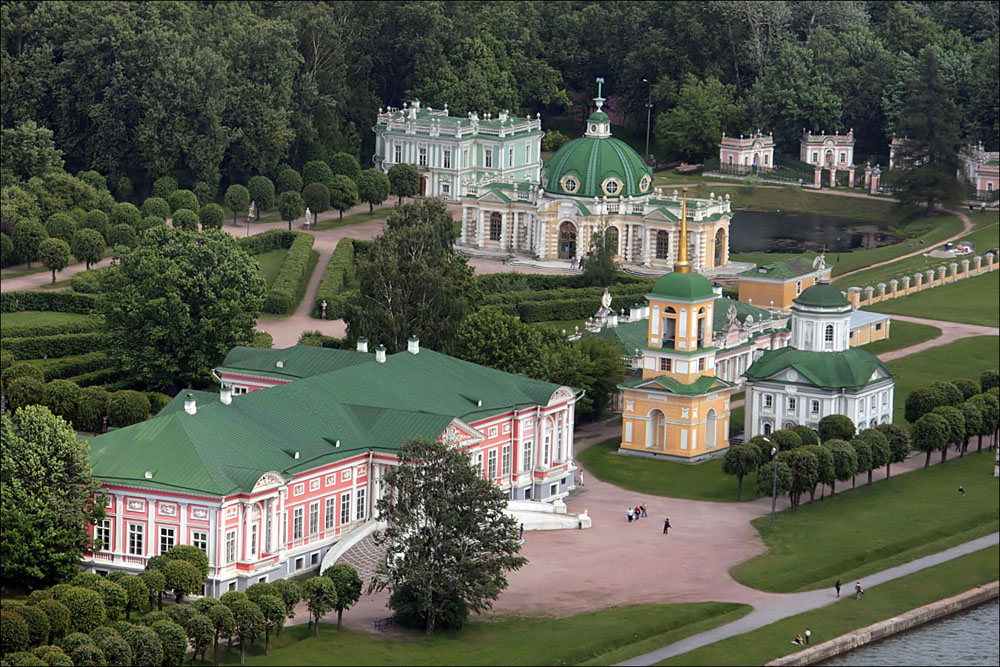
俄羅斯庫斯科沃莊園

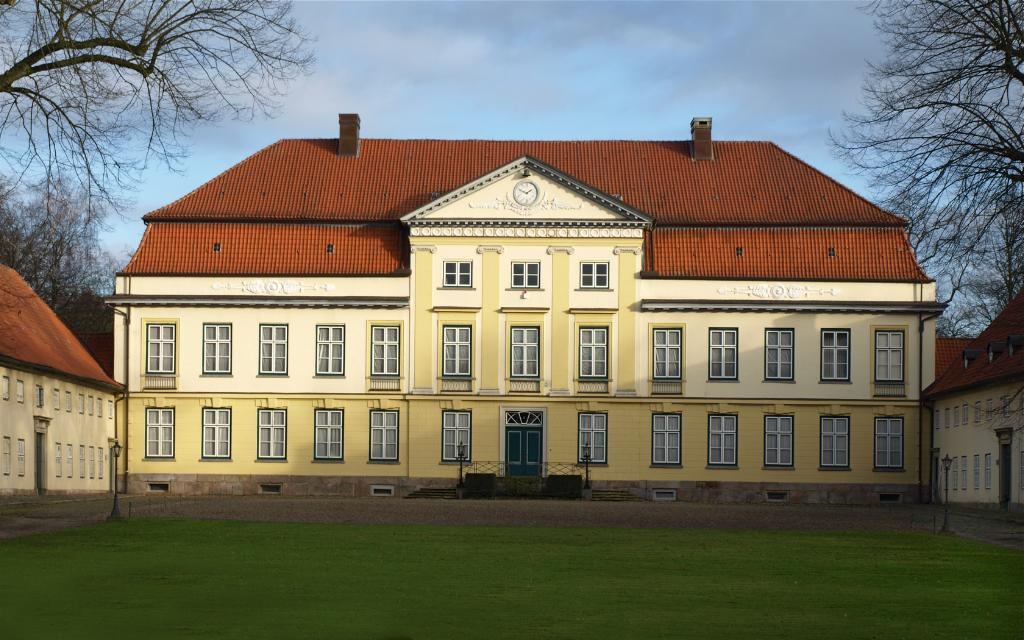
德國一所莊園的主屋

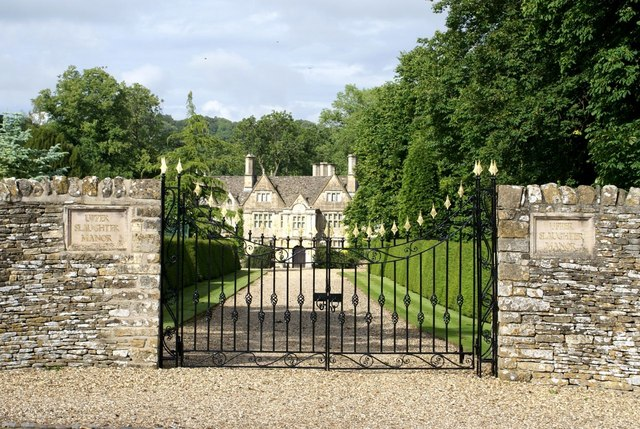
英國1086年Slaughter莊園遺跡

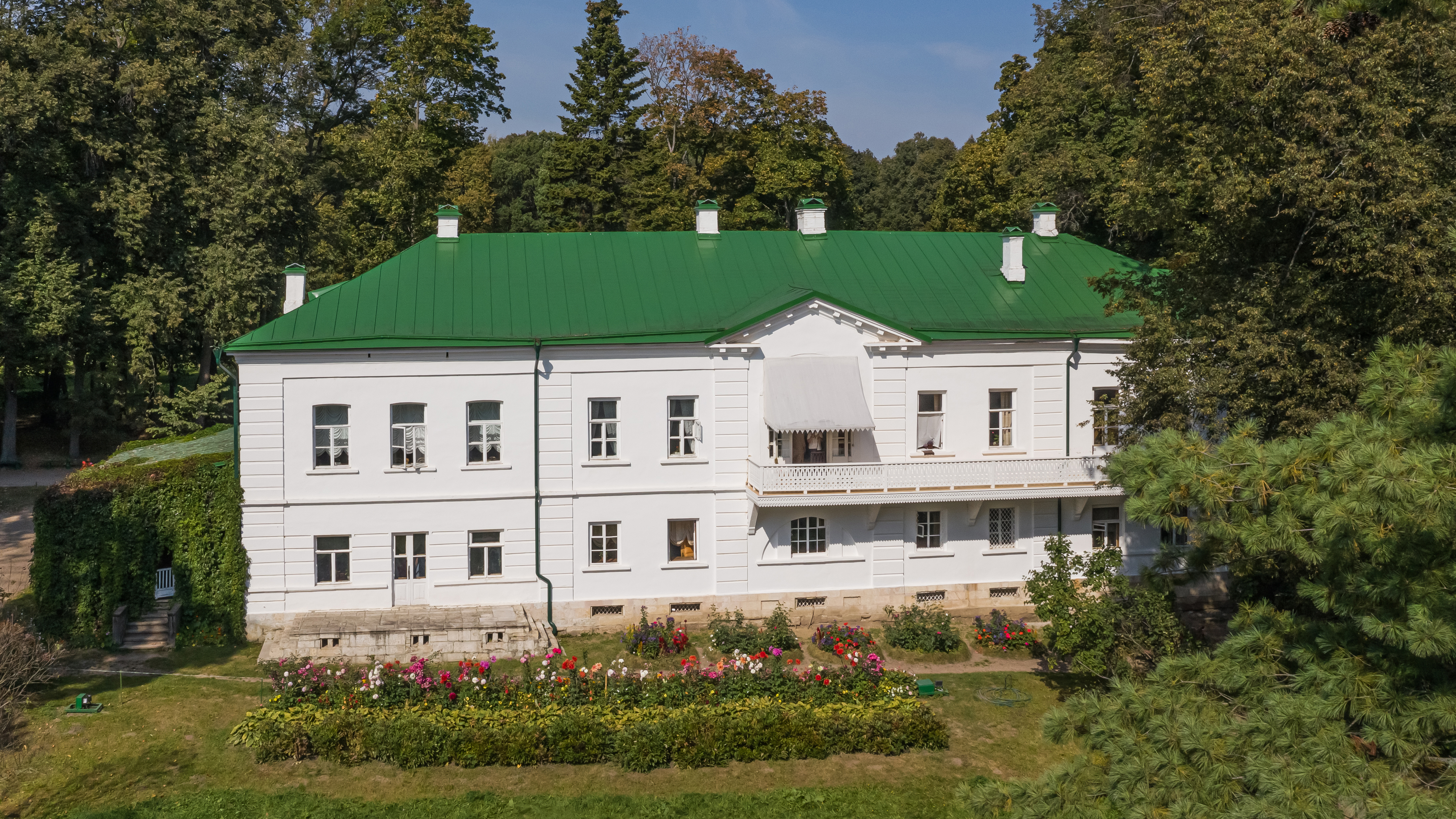
俄羅斯托爾斯泰莊園

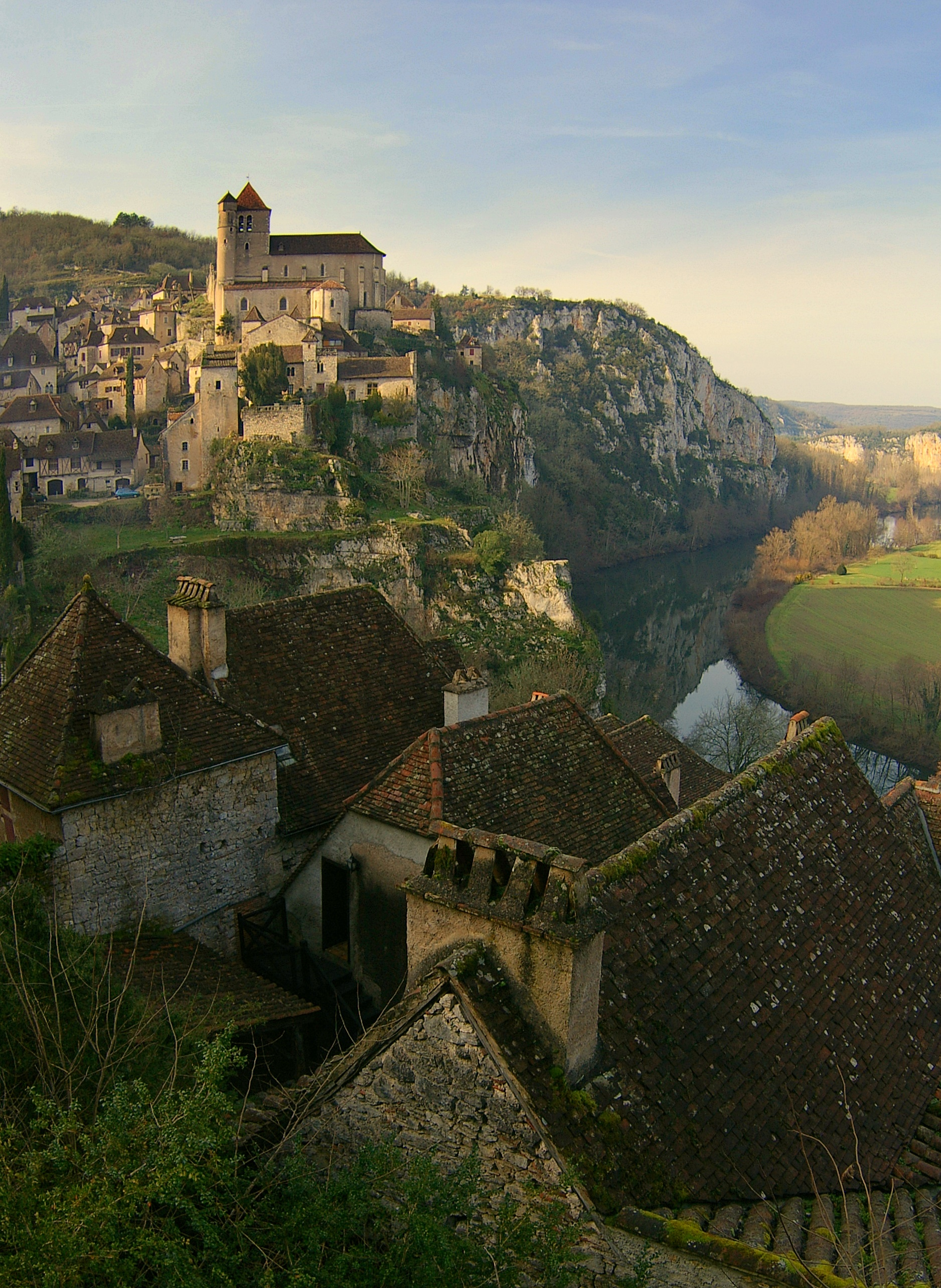
古堡為中心和周圍農戶構成的庄园

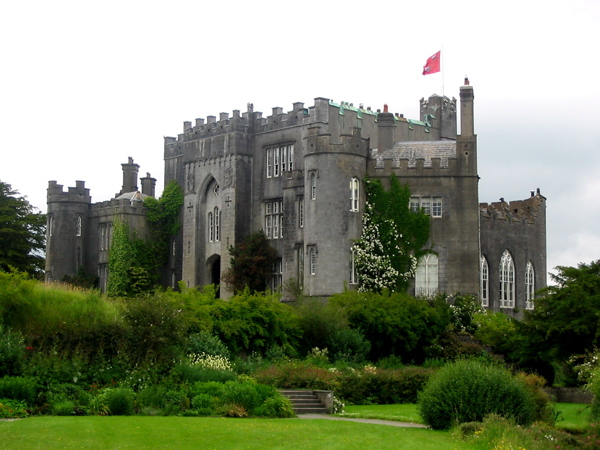
愛爾蘭比爾城堡莊園

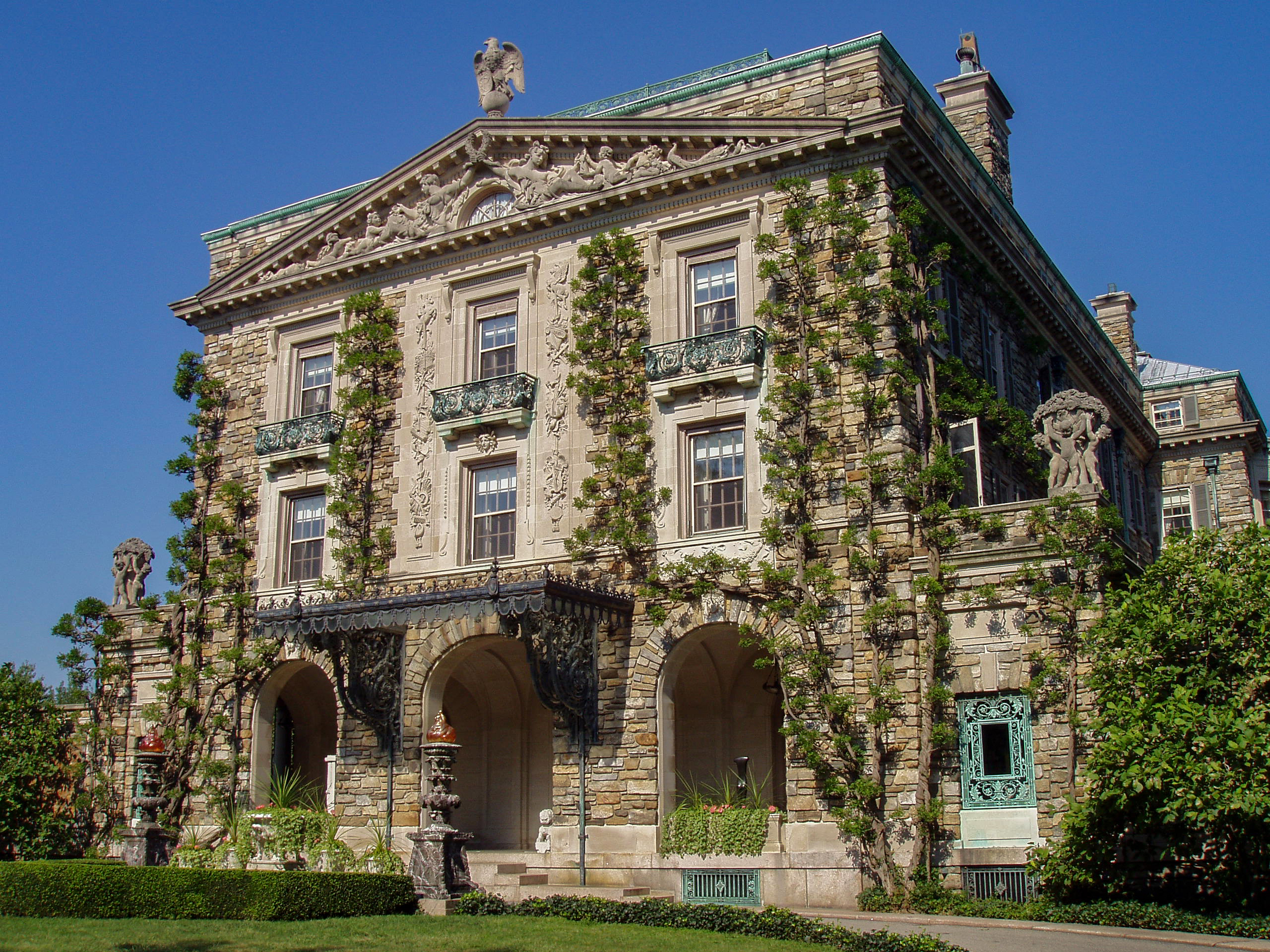
美國洛克菲勒莊園

莊園（manor），是中世紀歐洲基本經濟單位。當時因城市毀壞、商業衰退，歐洲經濟淪為自給自足的農業型態，經濟關係也是以勞務交換、以物易物為主。
莊園生產包括糧食、衣物、工具等各項生活所需，是一個農村共同體，也是一個自治的政治單位，內有耕地、公地、教堂、領主邸第與農奴住宅等。莊園土地屬領主擁有，農奴負責耕作。領主與農奴之間有互相約定的權利與義務──農奴提供勞役、耕作、繳稅；而領主則必須分給土地、提供保護、執行司法。領主在莊園中設置的生產設施，如磨坊、烤爐與榨酒設備，農奴必須付費使用。
農奴（serf）身分介於自由人與奴隸之間。人身自由並沒完全失去，但身分又附著於土地。倘無領主同意，不可任意離開莊園，故其非完全的自由人。雖然農奴自由受限制，且生活艱苦，但有一定的保障。農奴只要履行義務，就可以世代耕作土地；一旦遇到困難，領主亦有義務提供適當的協助。

### 莊園制度的意義
封建制度的基礎在土地；經營這土地的方式則是莊園制度。「莊園制度」的英語“Manorialism”來自“Manor”一詞，類似羅馬詞彙的「Villa」。所謂的莊園可以有以下三層意義，這三者都是組成莊園制度的重要因素。第一、地緣上的意義，也就是指一個鄉村，有土地，有人民；農業是他的生活方式。第二、是農耕上的地位，是基於一種特殊的土地分配、耕種方式，以及領主私有地和其他農人持有時間的複雜關係。第三、是一種政治或者法律上的地位，在領主的統治下，每一個莊園自成一個獨立的政治系統。所以莊園制度跟封建制度是不可分的兩者。領主對於莊園內有相對的統治權。綜合上述所言，政治經濟層面上莊園制度固然是封建的一部分，但從社會的角度，莊園經濟跟封建制度沒有關係。因為兩者構成的主角是兩個世界的人。封建制度限於領主跟武士，而莊園制度則是農奴。

### 莊園制度的歷史背景
莊園制度的起源跟封建制度一樣古老，也包含許多羅馬與日耳曼傳統。莊園經濟之所以成為中世紀歐洲的主要制度，如同封建制度一樣，是因為第十世紀卡洛林王朝的解體與歐洲政治的混亂。羅馬時代就有大莊園（Villa）的存在。地主擁有廣大土地，由奴隸與佃農來耕種。但兩者有根本性質上的不同，第一，羅馬大莊園的所有者是地主本身，奴隸是替他工作的，地主直接控制每一塊土地。中古莊園則不是，土地的所有者是貴族與武士，他們無暇參與耕種，為了獲得農奴的勞力，將莊園土地分割給農奴耕種，自己保留較小的「私地」（Demesne）或者稱為「直屬地」。中古莊園的領主對於土地沒有所有權，所有權在國王，領主只有使用權跟管理權。羅馬地主對於土地內的奴隸，沒有政治權利，不同於中古莊園。

### 莊園經濟的特質
中古歐洲的混亂導致莊園必須自給自足，退回到原始的經濟。貨幣經濟可以說完全不存在，完全以物易物。直到十二世紀開始，商業復興，城市興起才慢慢改變這種體制。莊園經濟的一個特色就是「公社合作」（Communal cooperation），就是農奴必須共同生產。由於經濟的困難，各種農具與牲口都由領主提供。所以農奴可以說是一無所有，因此必須共同耕作。另外因為土地的貧瘠與耕種技術的落後，莊園經濟普遍採行三年輪耕制。把耕地分為三個部份，「春耕地」、「秋耕地」以及「休耕地」。

## 另見
- 莊園大屋、大宅
- 羅德島與普洛威頓斯莊園州（State of Rhode Island and Providence Plantations）
- 酒莊
  - 葡萄園、窖
- 農場、農舍
- 城堡、別墅
- 英格蘭鄉村別墅
- 騎士之家（英语：Cavalier house）
- 達恰 - 俄羅斯式的鄉間小屋。
- 戶外地（英语：Buitenplaats） - 荷蘭的鄉間別墅。
- 法式宅第 - 法國貴族的私人別墅
- 英國聯排別墅（英语：Townhouse (Great Britain)）